# Tanjung Mas Mulya
Tanjung Mas Mulya is een bestuurslaag in het regentschap Mesuji van de provincie Lampung, Indonesië. Tanjung Mas Mulya telt 1357 inwoners (volkstelling 2010).